# Libanese keuken
Kenmerkende gerechten voor de Libanese keuken zijn taboulé, hummus en diverse soorten geitenkaas, al dan niet met kruiden vermengd. Een Libanese mezze bevat deze en andere koude en warme schotels die gedeeld worden door een volledig tafelgezelschap. Als dessert is baklava een mogelijkheid. De Libanese keuken is beïnvloed door onder meer de inbreng van Armeniërs, Perzen en Koerden.

## Fotogalerij

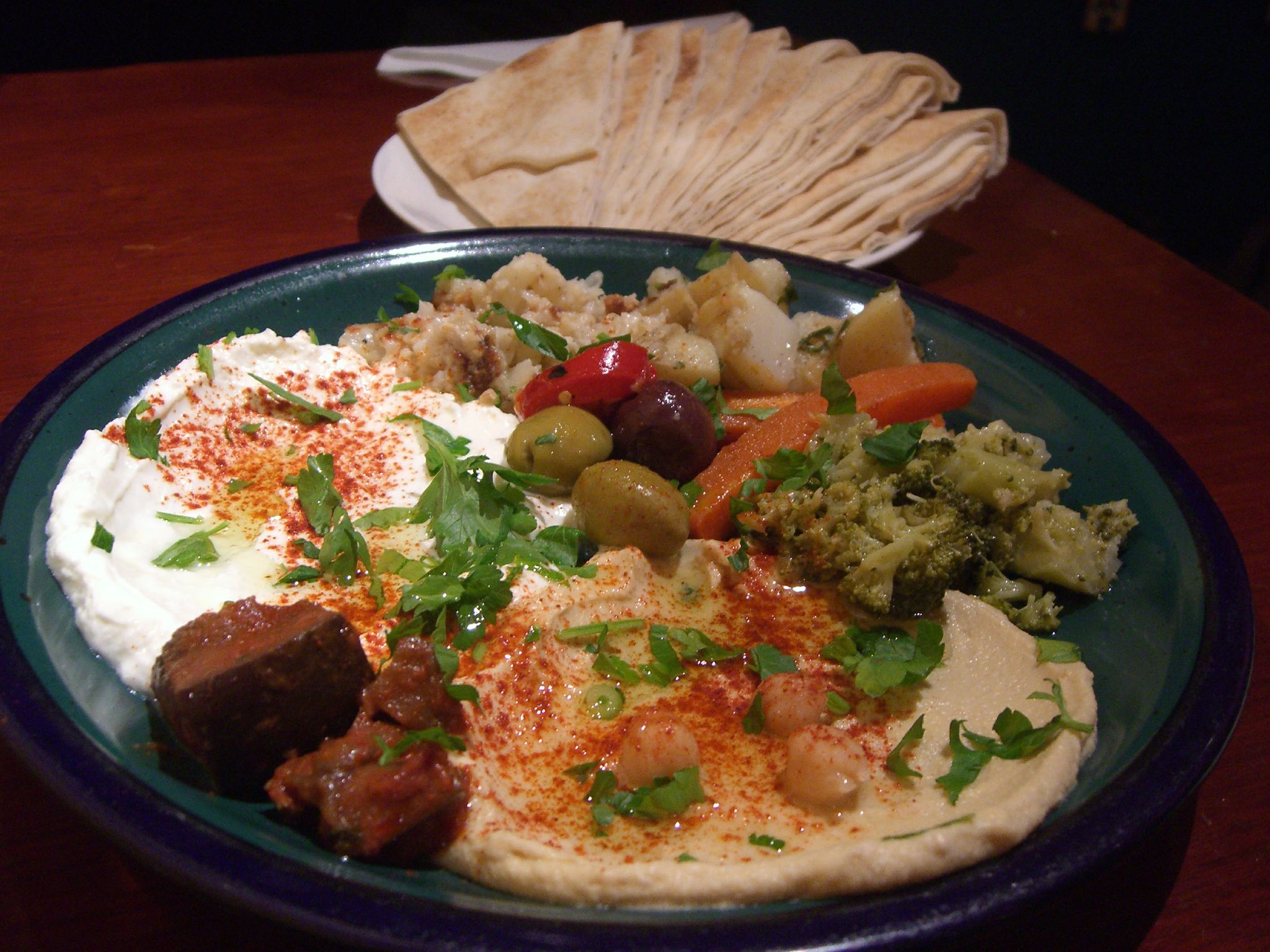
Hummus met yoghurt